# KinOFFteka – Szukamy talentów
KinOFFteka-Szukamy talenów – festiwal filmów niezależnych, organizowany przez telewizję Kino Polska, Onet.pl oraz Mistrzowską Szkołę Reżyserii Filmowej Andrzeja Wajdy. Odbywa się od 2007 roku. Jest to cykliczna impreza prezentująca filmy młodych twórców niezależnych. Filmy ocenia profesjonalne Jury, a zwycięzcy mogą doskonalić swój warsztat w Mistrzowskiej Szkole Reżyserii Filmowej Andrzeja Wajdy.

## Laureaci 2007
| Miesiąc                         | Film                                            | Reżyser                   |
| ------------------------------- | ----------------------------------------------- | ------------------------- |
| Luty : Nagroda Jury             | "Ostatnia stacja"                               | Tomasz Piech              |
| Kwiecień: Nagroda Jury          | "Tańcz...! "                                    | Teresa Czepiec-Chwedeczko |
| Maj :Nagroda Jury               | "Tragedia"                                      | Adam Zuqehor              |
| Maj:Nagroda Publiczności        | "4( Cztery) "                                   | Małgorzata Mielcarek      |
| Czerwiec : Nagroda Jury         | "NFSHu"                                         | Jarosław Janik            |
| Lipiec : Nagroda Jury           | "Deep Water"                                    | Wojciech Iskierka         |
| Lipiec : Nagroda Publiczności   | "Historie miłosne"                              | Iwona Dziekońska          |
| Sierpień :Nagroda Jury          | "Podgórna 7"                                    | Dariusz Gackowski         |
| Sierpień : Nagroda Publiczności | "Łosie w krainie krasnali"( "Älg i Tomteland" ) | Małgorzata Gryniewicz     |

## Laureaci 2008
| Miesiąc, Nagroda   | Film                 | Reżyser         |
| ------------------ | -------------------- | --------------- |
| Maj : Nagroda Jury | "Suiciudium"         | Daniel Reska    |
| Maj : Wyróżnienie  | "Bunt Ludzi-Pająków" | Marek Pawelec   |
| Maj :Wyróżnienie   | "Las śmierci"        | Karolina Lenda  |
| Maj :Wyróżnienie   | "Winda"              | Konrad Buchoski |
| Maj :Wyróżnienie   | "Skrzypce"           | Bartosz Rząsa   |